# كرواتيا التاريخية
كرواتيا التاريخية (بالكرواتية: Hrvatska) أو كرواتيا الوسطى هي واحدة من الأربع مناطق التاريخية للجمهورية الكرواتية، مع مناطق دالماسيا و‌سلافونيا و‌مقاطعة إستريا. المنطقة موجودة بين سلافونيا في الشرق و‌بحر البنادقة في الغرب ودالماسيا في الجنوب. هذه المنطقة ليست معرفة رسميًا وحدودها وامتدادها موصوفين باختلاف من مصدر لآخر. كرواتيا التاريخية هي أهم منطقة اقتصادية في كرواتيا، حيث أنها تشارك بأكثر من 50% من الناتج المحلي الإجمالي الكرواتي. عاصمة كرواتيا التاريخية والجمهورية الكرواتية هي مدينة زغرب ومدينتها الأكبر وأهم مركز اقتصادي في المنطقة.
أصبحت المنطقة كرواتيا التاريخية في 1522، حين انتقلت عاصمة كرواتيا من دالماسيا إلى بيخاتش.